# Money in the Bank 2011
Money in the Bank 2011 was een professioneel worstel-pay-per-viewevenement georganiseerd door WWE. Dit evenement was de tweede editie van Money in the Bank en vond plaats in het Allstate Arena in Rosemont (Illinois) op 17 juli 2011.

## Achtergrond
Tijdens de Raw-aflevering op 20 juni 2011 won CM Punk een Triple Threat match van Rey Mysterio en Alberto Del Rio voor de "#1 contender voor het WWE Championship". Na de match kondigde CM Punk aan dat zijn WWE-contract afloopt op hetzelfde dag van dit evenement. Vince McMahon kondigde aan dat als John Cena het WWE Championship zou verliezen, hij ontslagen zou worden.

## Matchen
| Nr.                                                                          | Match | Winnaar(s)      |
| ---------------------------------------------------------------------------- | --- | --------------- |
| 1                                                                            | Kane vs. Sin Cara vs. Daniel Bryan vs. Wade Barrett vs. Sheamus vs. Justin Gabriel vs. Heath Slater vs. Cody Rhodes in een SmackDown-Money in the Bank ladder match | Daniel Bryan    |
| 2                                                                            | Kelly Kelly (c) vs. Brie Bella in een een-op-eenmatch voor het WWE Divas Championship                                                                               | Kelly Kelly (c) |
| 3                                                                            | Mark Henry vs. Big Show in een een-op-eenmatch | Mark Henry      |
| 4                                                                            | Alberto de Rio vs. R-Truth vs. Jack Swagger vs. The Miz vs. Evan Bourne vs. Rey Mysterio vs. Alex Riley vs. Kofi Kingston in een Raw-Money in the Bank ladder match | Alberto Del Rio |
| 5                                                                            | Randy Orton (c) vs. Christian in een een-op-eenmatch voor het WWE World Heavyweight Championship                                                                    | Christian (nc)  |
| 6                                                                            | John Cena (c) vs. CM Punk in een een-op-eenmatch voor het WWE Championship                                                                                          | CM Punk (nc)    |
| (c) huidige kampioen voor en na de match \| (nc) nieuwe kampioen na de match | |                 |